# Jintur
Jintur è una città dell'India di 38.109 abitanti, situata nel distretto di Parbhani, nello stato federato del Maharashtra. In base al numero di abitanti la città rientra nella classe III (da 20.000 a 49.999 persone).

## Geografia fisica
La città è situata a 19° 37' 0 N e 76° 42' 0 E e ha un'altitudine di 454 m s.l.m..

## Società

### Evoluzione demografica
Al censimento del 2001 la popolazione di Jintur assommava a 38.109 persone, delle quali 19.965 maschi e 18.144 femmine. I bambini di età inferiore o uguale ai sei anni assommavano a 6.276, dei quali 3.305 maschi e 2.971 femmine. Infine, coloro che erano in grado di saper almeno leggere e scrivere erano 23.844, dei quali 13.762 maschi e 10.082 femmine.